# 통일대로
통일대로는 전라남도 목포시 신흥동 갓바위터널교차로부터 부주동 25호광장교차로까지 이어지는 약 1.4Km 거리의 하당신도심의 대로이다. 입암산의 갓바위터널부터 시작, 영산강하굿둑의 진입도로인 25호광장교차로로 끝이 난다. 25호광장교차로부터는 남악로가 시작된다.

## 주요 기관 및 건물
- 홈CC 목포점
- 하이마트
- 중앙빌딩
- 옥암동우체국
- 영빈관 보석찜질사우나
- 르노 목포지점
- 목포지방해양항만청

## 구성
차로수
- 왕복 8차로

총 연장
- 약 1.4 km

교차 도로
- 하당로, 남농로, 비파로, 평화로, 번영로, 옥암로, 삼향천로, 복산길, 남악로, 녹색로